# Colosía
Colosía es una aldea de la parroquia de Panes, concejo de Peñamellera Baja, en la comarca de Oriente, Principado de Asturias, España.